# Leonard Neuger

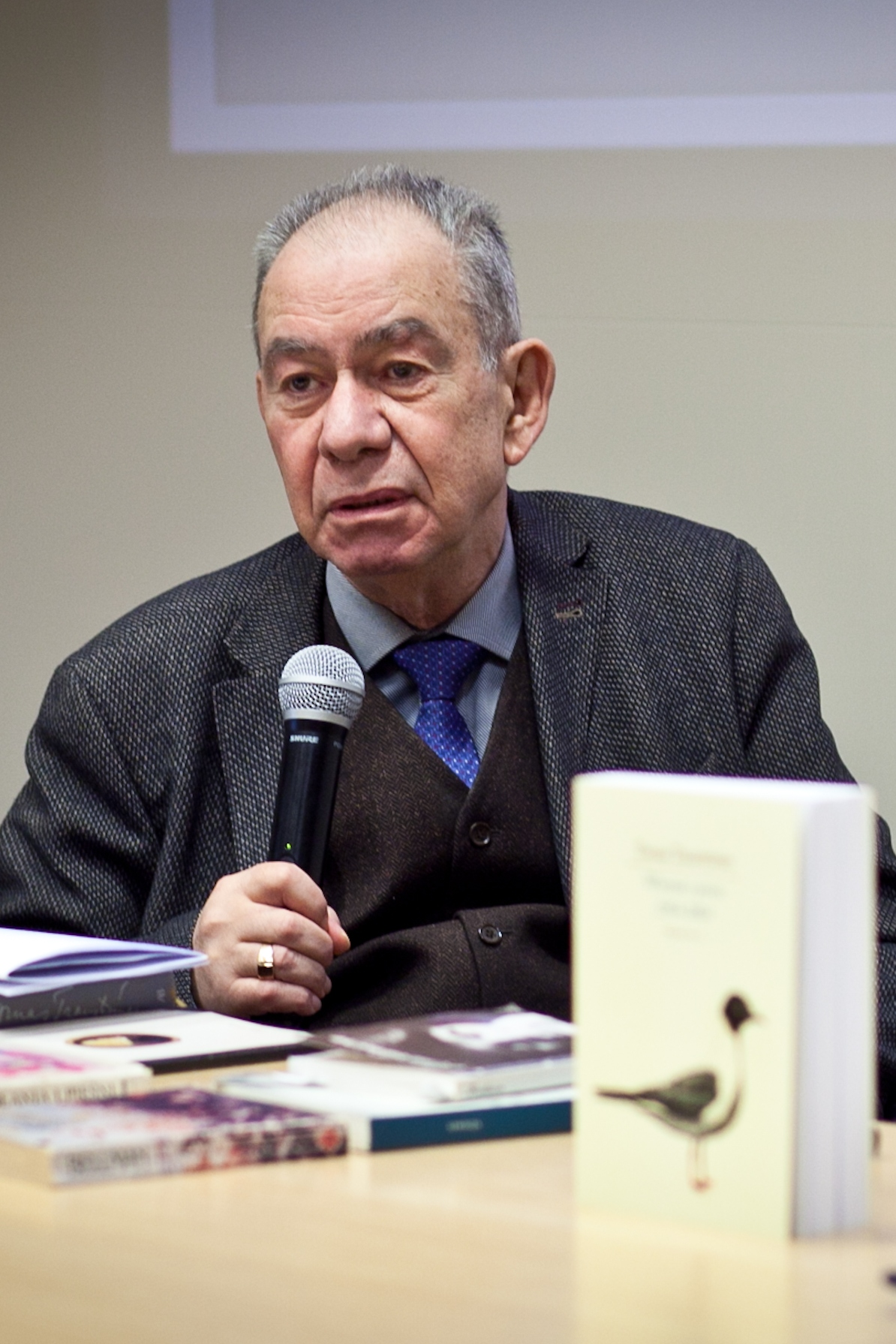
Leonard Neuger (2019)

Leonard Neuger (* 2. April 1947 in Krakau, Polen; † 9. Juli 2021 ebenda) war ein polnischer Slawist und Dissident.

## Leben und Wirken
Neuger entstammte einer assimilierten jüdischen Familie. Ab 1965 studierte er Polonistik an der Jagiellonen-Universität in Krakau. 1968 beteiligte er sich als Student an den März-Unruhen gegen die autoritär regierende Vereinigte Arbeiterpartei und war Mitglied des regionalen Studierendenstreikkomitees der Hochschulen in Krakau, das politische Reformen forderte und für mehr demokratische Strukturen einstand. Nach der blutigen Niederschlagung der Proteste durch das Paramilitär wurde er für zehn Monate inhaftiert und mit einer hohen Geldstrafe bestraft.
Nach der Haft setzte Neuger sein Studium fort und schloss es 1970 als Magister ab. Anschließend arbeitete er zunächst als Lehrkraft an einem Lyzeum sowie ab 1974 als wissenschaftlicher Mitarbeiter am Literaturseminar der Schlesischen Universität in Kattowitz. Hier erfolgte 1978 seine Promotion mit einer Dissertation über Kazimierz Wyka.
1980 trat Neuger der oppositionellen Gewerkschaft Solidarność bei und wurde rasch zu einem der führenden Funktionäre in seinem Regionalverband. 1981 wurde er zudem Redakteur des oppositionellen und wöchentlich herausgegebenen Tygodnik Katowicki, einer Zeitschrift, die an der staatlichen Zensur vorbei illegal vertrieben wurde. Nach Ausrufung des Kriegsrechts durch General Wojciech Jaruzelski wurde er verhaftet und bis 1982 in wechselnden Straflagern interniert.
Da Neugers Entlassung mit einem Berufsverbot verbunden war, ging er 1983 nach Schweden ins Exil. Er erhielt im selben Jahr eine Anstellung am Institut für Slawistik an der Universität Stockholm, wo er seine wissenschaftliche Karriere auch nach der politischen Wende in Polen fortsetzte: 1995 erhielt er einen Ruf als Professor für polnische Literatur und 2003 wurde er Direktor des Instituts für Slawistik. Nach seiner Pensionierung kehrte er jedoch 2015 nach Polen zurück und engagierte sich bis 2020 aktiv im Verein polnischer Schriftsteller, aus dem er jedoch nach Kritik an der Kulturpolitik der polnischen Regierung unter Premier Mateusz Morawiecki austrat.
Neuger veröffentlichte fünf slawistische Monografien und war außerdem als Übersetzer tätig. Für sein Wirken erhielt er mehrere Auszeichnungen, unter anderem den Verdienstorden der Republik Polen.